# Старі Ятчі
Старі Ятчі́ (рос. Старые Ятчи) — присілок в Граховському районі Удмуртії, Росія.

## Населення
Населення — 243 особи (2010; 332 у 2002).
Національний склад станом на 2002 рік:
- удмурти — 71 %
- росіяни — 28 %

## Господарство
В присілку діють середня школа, дитячий садок, бібліотека, будинок культури та фельдшерсько-акушерський пункт. В центрі присілка встановлено пам'ятник «Воїн-визволитель» на честь воїнів, що загинули в роки Другої світової війни.

## Історія
Вперше присілок згадується в Ландратському переписі 1716 року серед населених пунктів сотні Токбулата Рисова Арської дороги Казанського повіту. За даними 10-ї ревізії 1859 року в присілку було 35 дворів та проживало 378 осіб. Тоді в присілку знаходилась сільська управа. До 1924 році присілок був центром Староятчинської волості, а після її розформування присілок відійшов до складу Троцької волості. Того ж року створюється Староятчинська сільська рада. З 1929 року присілок переходить до новоствореного Граховського району, але в період 1935–1956 років він перебував в складі Бемизького району, а в період 1963–1965 років — Кізнерського.

## Урбаноніми[4]
- вулиці — Зарічна, Лучна, Молодіжна, Поршурська, Староятчинська, Шарбердинська